# Prêt-à-porter

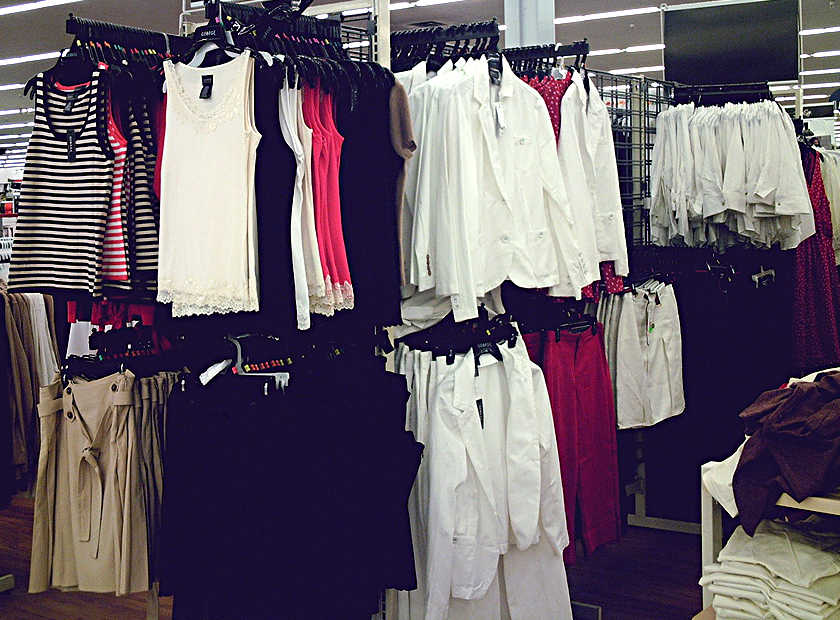
Roba llesta per a emportar

El prêt-à-porter (en francès “preparat per a endur”) és un tipus d'indumentària o roba confeccionada de manera seriada. Es diferencia de la confecció pròpiament dita pel fet que solen ésser sèries no gaire llargues, es parteix sempre d'un disseny previ i la realització sol ésser més acurada. Va desplaçar l'alta costura en què la roba es feia a mida i cada disseny era únic, essent impossible que dues persones duguessin la mateixa peça de vestir. La producció a partir de patrons va facilitar la mecanització en la producció de peces de roba abaratint-ne els costos de producció i el preu.
El pas de l'alta costura al prêt-à-porter es produeix en un context històric on per una part hi ha l'aparició del moviment hippie que es caracteritza per l'anarquia no violenta, la preocupació pel medi ambient i el rebuig al materialisme. La cultura i l'art prenen una gran importància en la societat i es caracteritzen per la multiplicitat de colors i la psicodèlia.
Després de la Segona Guerra Mundial, l'economia es basa en l'impuls de l'Estat a la demanda i a l'organització del procés productiu. Es va millorar la productivitat i es van abaratir costos, això va permetre a les classes mitjanes i populars accedir al mercat de béns. Es va formar ‘l'estat del benestar'. Molts dels serveis que abans eren privats van passar a ser públics, cosa que també va ser una gran millora.
Hi va haver una important revolta per part dels joves que es van rebel·lar davant del que els semblava el sistema burgès. Això va ser el que sens dubte va influir en la moda fent-la molt més juvenil, productiva i d'accés a molta més població.
Així per exemple a Catalunya, en la dècada dels anys 50, van destacar dissenyadors pioners d'aquesta moda prêt-à-porter, que s'inspiraven en la moda de París, Milà, Nova York. Carmen Born (Santander, 1926), de nacionalitat alemanya i espanyola, va estudiar a l'Escola de Belles Arts d'Erfurt. Va col·laborar durant 30 anys amb l'Editorial Publicaciones Mundial de Barcelona. Les col·leccions més conegudes van ser: Milady, La mode à Paris, La robe favorite, Pour Madame, Petites toilettes La moda ideal o Bambina.
El prêt-à-porter va passar a ser l'alternativa viable a l'alta costura en la dècada de 1960, quan les cases de moda van començar a mostrar els seus productes en una sèrie de talles estàndard que podrien adquirir-se directament en una boutique. Al no haver de dependre de llargues i costoses sessions de preses de mesures, el prêt-à-porter va passar a ser més econòmic i, en conseqüència, va resultar accessible a un públic més ampli. La majoria de la moda de dissenyador que es pot adquirir avui dia es considera prêt-á-porter. Així, mentre l'alta costura compta amb dues cites anuals en les passarel·les de París, el prêt-à-porter té desfilades a tot el món, així com les diverses setmanes de la moda, entre les quals destaquen les de Nova York, Londres, París i Milà.
Les marques de dissenyadors de prêt-à-porter més importants ocupen de comercialitzar models de preus mitjans i baixos. Un bon exemple d'això són les signatures Marc, de Marc Jacobs, i See, de Chloé. En crear una marca independent, els dissenyadors mantenen la integritat de la identitat corporativa que embolica la marca principal, alhora que té l'oportunitat d'arribar a un públic més ampli.
Moltes vegades, les marques de prêt-à-porter venen els seus productes a l'engròs a les boutiques i als grans magatzems a través de desfilades en les setmanes de la moda, que se celebren dues vegades a l'any coincidint amb les temporades estipulades. El més habitual és que treballin amb 12 mesos d'antelació per a preparar el disseny de les mostres en les quals mostraran els seus productes i dur a terme la seva producció després de rebre els encàrrecs de les boutiques i els grans magatzems. D'aquesta manera, només produeixen el nombre de peces encarregat, la qual cosa redueix el risc d'excés de producció i les despeses de la inversió inicial en el que al fabricant es refereix. Alguns dissenyadors fins i tot obren els seus propis punts de venda al per menys, la qual cosa els permet vendre directament al client i augmentar els beneficis al no haver de dependre d'intermediaris.